# 神奈川磯南風天組
神奈川磯南風天組（かながわいそなんふうてんぐみ）は、かずはじめによる日本のヤンキー漫画。『週刊少年ジャンプ』（集英社）において、2003年31号から51号まで連載された。ジャンプコミックスで全2巻。

## 登場人物

### 主要人物
野津健人（のづ けんと）
本作の主人公。通称ノヅケン。かつて遊園地で友達みんなで女をナンパしていたらその女がヤクザの愛人でそのヤクザにボコボコにされているところを風天組に助けられる。それ以来、風天組の二人に憧れて神奈川の磯山南中学校に転校する。
風間市彦（かざま いちひこ）
風天組の「風」。背が高く、学校には原付で通っている。
天堂寺八紘（てんどうじ やひろ）
風天組の「天」。お調子者で学校の宿題をちゃんとやらない。
田仲志依（たなか しより）
磯南中の新聞部に所属。将来の夢はジャーナリスト。
ベルガナのマスター
本名は不明。

### ゲストキャラ
佐保子（さほこ）
岩口（いわぐち）
片岡先生（かたおかせんせい）
佐山先生（さやませんせい）
通称ゴリパンチ。そのあだ名のとおり外見はゴリラに似ており、髪型はパンチパーマ。大柄で厳格な性格のため、風間・天堂寺も恐れている。担当教科は英語。
蒲岡（かばおか）
姫崎優太郎（ひめざき ゆうたろう）
野津泰子（のづ やすこ）
野津健人の姉。社会人で弟のことを健ちゃんと呼ぶ。美人であるが、ノヅケンと同じような喋り方をする。
高須（たかす）
河合英行（かわい ひでゆき）
佳菜（かな）
山代（やましろ）
海老塚喬悟（えびづか きょうご）
前の中学が問題を起こして転校してきた兄弟
海老塚将悟（えびづか しょうご）